# Harry Maione
Pour les articles homonymes, voir Happy.
Harry Maione (7 octobre 1908 — 9 février 1942), également connu sous le surnom de « Happy », est un mafieux américain membre de la Yiddish Connection.

## Biographie

### Jeunes années
Jeune homme, Maione devient membre des Hooligans Hill, un gang d'origine italienne de Brooklyn à New York. Son protégé dans cette bande était Frank « The Dasher » Abbandando. Maione a eu un fils, Albert Maione, qui est finalement devenu un associé de la famille Gambino.
En 1931, Maione et Abbandando aidé de Abe Reles et Martin Goldstein, éliminent des gangsters rivaux . Le 11 juillet 1931, Irving Shapiro est abattu près de son appartement. Bien avant, durant cette même année, les Shapiro avaient tenté d'assassiner Reles et Goldstein, sans succès. Meyer Shapiro avait enlèvé par la suite la petite copine de Reles puis l'avait violé. Pour se venger, Reles et Goldstein tentent de mettre fin aux opérations menées par les Shapiro. Le 17 septembre 1931, Meyer Shapiro est trouvé tué par balles dans le sous-sol d'un immeuble d'habitation à Lower East Side, Manhattan.

### Murder, Inc.
Maione, Abbandando, Reles et Goldstein se regroupèrent. Ils furent bientôt rejoints par Harry Strauss, Albert Tannenbaum, Seymour Magoon, Louis Capone, Charles Workman, Tyler Winchester et Vito Gurino.
Le gang a commencé à accumuler des contrats d'assassinat pour le syndicat du crime de Joe Adonis. Le gang a été surnommé la Murder Incorporated par la presse. Maione a agi comme agent de liaison italien pour les membres juifs de la Murder Incorporated. Reles était son homologue du côté juif. Maione aurait tué au moins 12 hommes alors qu'il travaillait pour la Murder Incorporated.

### Élimination de témoins
Au milieu des années 1930, le procureur Thomas Dewey a poursuivi l'enquête. En réponse, Lepke Buchalter, le chef du gang commença à éliminer tous les témoins de la Murder Incorporated. Il exécuta toute personne que Buchalter soupçonnait d'être un informateur. George Rudnick était une de ces victimes, il a été tué par Maione, Abbandando et Strauss, le 11 mai 1937.
En 1940, Reles est devenu un informateur de l'État de New York. Il a ensuite impliqué Maione et Abbandando dans le meurtre horrible de Rudnick. Selon Reles, Strauss a poignardé Rudnick 63 fois avec un pic à glace et Maione a enfoncé un couperet à viande dans son crâne. En mai 1940, Maione été reconnu coupable d'assassinat au premier degré, mais le verdict a été repoussé en appel. Après un deuxième procès, Maione a de nouveau été condamné. Cette fois, la condamnation n'a pas été annulée par une cour d'appel. Le 19 février 1942, Harry Maione, avec Frank Abbandando, a été exécuté sur la chaise électrique à prison de Sing Sing (prison) à Ossining, New York.